# سارا عمر
سارا عمر (بالدنماركية: Sara Omar)‏ هي مؤلفة دنماركية، ولدت في 21 أغسطس 1986 في السليمانية في العراق.